# Línea 422 (Buenos Aires)
La línea 422, es una línea de colectivo. Une el partido de Moreno con el de General Rodríguez, ambos partidos en la provincia de Buenos Aires, Argentina.
Antiguamente, esta línea era operada entre Ciudadela y Luján como refuerzo de la línea 52, y era operada por Transporte Automotor Lujan S.A.
Con el quiebre del Transporte Automotor Luján S.A., a Transportes La Perlita S.A. se le concede un tramo de ese recorrido entre Moreno y Gral. Rodríguez y es sumado como ramal 35.
Actualmente, esta línea cuenta con tres ramales:
• Gral. Rodríguez - Moreno
• Gral. Rodríguez - Ituzaingó, en unión con el recorrido de la línea 312 (Moreno - Ituzaingó).
• Country Banco Provincia - Luchetti - Moreno

## Ramales

### 422-01: General Rodríguez - Moreno
Ida: Desde Blvr. Bernardo de Irigoyen (RP 7) y Av. Juan Domingo Perón. Blvr. Bernardo de Irigoyen (RP 7), Av. Int. Colobraro (RP 7), Av. Gral. San Martín (RP 7), Av. Francisco Piovano (RP 7), Martín Fierro, Av. Bartolomé Mitre (RP 7), Bernardino Rivadavia. Hasta Bernardino Rivadavia y Av. Francisco Piovano (RP 7).
Regreso: Desde Av. Bartolomé Mitre (RP 7) e Int. Nemesio Álvarez. Av. Bartolomé Mitre (RP 7), Paysandú, Av. Francisco Piovano (RP 7), Av. Gral. San Martín (RP 7), Av. Int. Colobraro (RP 7), Blvr. Bernardo de Irigoyen (RP 7). Hasta Blvr. Bernardo de Irigoyen (RP 7) e Int. Pedro Whelan.

### 422-01: General Rodríguez - Ituzaingó
Ida: Desde Blvr. Bernardo de Irigoyen (RP 7) y Av. Juan Domingo Perón. Blvr. Bernardo de Irigoyen (RP 7), Av. Int. Colobraro (RP 7), (Moreno) Av. Gral. San Martín (RP 7), Av. Francisco Piovano (RP 7), Av. Alcorta, Maipú, Av. Bartolomé Mitre (RP 7), (Merlo) Av. Pte. Juan Domingo Perón (RP 7), Patagones, Pte. Cámpora, Dorrego, Gral. Manuel Belgrano, Godoy Cruz, Manuel Acevedo, Venezuela, Gral. Martín Rodríguez, Carabobo, Ecuador, Cnel. Domingo Trole, Gral. Martín Rodríguez, Gral. Mansilla, Ombú, Gral. Félix de Olazábal, Gral. José María Pirán, Cnel. Pablo Zufriategui. Hasta Cnel. Pablo Zufriategui y Gral. Miguel Soler.
Regreso: Desde Manuel Rodríguez Fragio y Cnel. Pablo Zufriategui. Manuel Rodríguez Fragio, Gral. Mansilla, Ombú, Francisco Narciso de Laprida, Gral. Martín Rodríguez, Cnel. Domingo Trole, Ecuador, Carabobo, Gral. Martín Rodríguez, Venezuela, Manuel Acevedo, Godoy Cruz, Gral. Manuel Belgrano, Pte. Cámpora, Paul Harris, Av. Pte. Juan Domingo Perón (RP 7), Av. Bartolomé Mitre (RP 7), Paysandú, Av. Francisco Piovano (RP 7), Av. Gral. San Martín (RP 7), (General Rodriguez) Int. Colobraro (RP 7), Blvr. Bernardo de Irigoyen (RP 7). Hasta Blvr. Bernardo de Irigoyen (RP 7) e Int. Pedro Whelan.

### 422-39: Country Banco Provincia - Luchetti - Moreno
Ida: Desde Av. Bartolomé Mitre (RP7) e Int. Nemesio Álvarez, Paysandú, Av. Francisco Piovano (RP7), Av. Manuel Luis de Oliden, (General Rodriguez) Av. Nemesio Álvarez, (Moreno) José Ignacio Gorriti hasta Country Banco Provincia. 
Regreso: Desde Country Banco Provincia por José Ignacio Gorriti, (General Rodriguez) Av. Nemesio Álvarez, (Moreno) Av. Manuel Luis de Oliden, Av. Gral. San Martin (RP7), Av. Francisco Piovano (RP7), Martin Fierro, Av. Bartolomé Mitre (RP7), Int. Nemesio Álvarez hasta Francisco Piovano

## Flota
- La numeración de la linea deberia ser del interno 601 al 633 consecutivo, pero entre las lineas provinciales de la empresa los internos y sus lineas fijas no concuerdan mayormente con la centena o decena asignada

| Interno: | Patente:  | Año: | Carrocería:         | Chasis:       | Con Rampa: | Ramal fijo |
| -------- | --------- | ---- | ------------------- | ------------- | ---------- | ---------- |
| 406      | AB 454 ZJ | 2017 | Bimet (Corwin) 2010 | MB OF 1418/52 | No         | 01         |
| 410      | AB 255 MU | 2017 | Bimet (Corwin) 2010 | MB OF 1621/52 | No         | 01         |
| 412      | AB 255 MX | 2017 | Bimet (Corwin) 2010 | MB OF 1621/52 | No         | 01         |
| 414      | AB 028 BD | 2017 | Bimet (Corwin) 2010 | MB OF 1621/52 | No         | 01         |
| 415      | AB 255 MW | 2017 | Bimet (Corwin) 2010 | MB OF 1621/52 | No         | 01         |
| 419      | AB 028 BH | 2017 | Bimet (Corwin) 2010 | MB OF 1621/52 | No         | 01         |
| 420      | AB 715 OK | 2017 | Bimet (Corwin) 2010 | MB OF 1621/52 | No         | 01         |
| 421      | AE 300 TC | 2020 | Bimet (Corwin) 2010 | MB OF 1621/52 | Sí         | 01         |
| 422      | AB 028 BJ | 2017 | Bimet (Corwin) 2010 | MB OF 1621/52 | No         | 01         |
| 423      | AB 255 MZ | 2017 | Bimet (Corwin) 2010 | MB OF 1621/52 | No         | 01         |
| 425      | AB 454 ZK | 2019 | Bimet (Corwin) 2010 | MB OF 1621/52 | No         | 01         |
| 426      | AE 377 BK | 2020 | Bimet (Corwin) 2010 | MB OF 1621/52 | Sí         | 01         |
| 430      | AB 362 PI | 2017 | Bimet (Corwin) 2010 | MB OF 1621/52 | No         | 01         |
| 504      | AB 301 PY | 2017 | Bimet (Corwin) 2010 | MB OF 1621/52 | No         | 01         |
| 505      | AB 301 PE | 2017 | Bimet (Corwin) 2010 | MB OF 1621/52 | No         | 01         |
| 509      | AE 287 FW | 2020 | Bimet (Corwin) 2010 | MB OF 1621    | Sí         | 39         |
| 511      | AB 255 MY | 2017 | Bimet (Corwin) 2010 | MB OF 1621/52 | No         | 01         |
| 512      | AB 301 PW | 2017 | Bimet (Corwin) 2010 | MB OF 1621/52 | No         | 01         |
| 514      | AB 301 PF | 2017 | Bimet (Corwin) 2010 | MB OF 1621/52 | No         | 01         |
| 519      | AB 301 PD | 2017 | Bimet (Corwin) 2010 | MB OF 1621/52 | No         | 01         |
| 521      | AB 362 PD | 2017 | Bimet (Corwin) 2010 | MB OF 1621/52 | No         | 01         |
| 522      | AB 454 ZL | 2017 | Bimet (Corwin) 2010 | MB OF 1621/52 | No         | 01         |
| 602      | AE 461 RY | 2020 | Bimet (Corwin) 2010 | MB OF 1621/52 | Sí         | 01         |
| 603      | AD 103 Bx | 2018 | Bimet (Corwin) 2010 | MB OF 1621/52 | No         | 39         |
| 604      | AD 103 BF | 2018 | Bimet (Corwin) 2010 | MB OF 1621/52 | No         | 39         |
| 605      | AE 461 RW | 2020 | Bimet (Corwin) 2010 | MB OF 1621/52 | Sí         | 01         |
| 606      | AD 103 BO | 2018 | Bimet (Corwin) 2010 | MB OF 1621/52 | No         | 39         |
| 607      | AD 103 BD | 2018 | Bimet (Corwin) 2010 | MB OF 1621/52 | No         | 39         |
| 609      | AE 572 OC | 2020 | Bimet (Corwin) 2010 | MB OF 1621/52 | Sí         | 01         |
| 615      | AE 539 XQ | 2020 | Bimet (Corwin) 2010 | MB OF 1621/52 | Sí         | 01         |
| 617      | AE 529 XP | 2020 | Bimet (Corwin) 2010 | MB OF 1621/52 | Sí         | 01         |
| 618      | AE 161 NJ | 2020 | Bimet (Corwin) 2010 | MB OF 1621/52 | Sí         | 01         |
| 619      | AE 572 OB | 2020 | Bimet (Corwin) 2010 | MB OF 1621/52 | Sí         | 01         |